# Gibson EDS-1275
La Gibson EDS-1275 o Gibson Double Neck es una guitarra eléctrica de doble mástil fabricada por la Gibson Guitar Corporation.

## Historia
El primer modelo fue fabricado en 1962, y era básicamente una versión de doble mástil de la SG, de cuerpo semi hueco. El año 1963 la compañía Rickenbacker se había acreditado la fabricación de la primera guitarra eléctrica de 12 cuerdas, pero fue Gibson, con este modelo el que fabricó este tipo de guitarra 1 año antes. 
Se dejó de fabricar durante la década de 1980, pero regresó en 1990, tomando las características que tiene hoy en día. En la actualidad solo está disponible en la Gibson Custom Shop y no es fabricada con regularidad. 
Epiphone, la compañía subsidiaria de Gibson, fabricó su propia versión de la EDS-1275, con el nombre de G-1275. La marca Ibanez fabricó una copia muy popular, pero su producción fue descontinuada.

## Características
El modelo fabricado desde la década de 1990 está totalmente hecho a mano en Nashville y en un número limitado. El cuerpo, macizo, es de caoba y tiene un cuello con tres cortes. El mástil superior tiene 12 cuerdas y dos pastillas Humbuckers 490 Alnico, mientras el mástil inferior tiene 6 cuerdas y dos pastillas Humbuckers 498 Alnico. Cada serie de cuerdas están conectadas con un puente Tune-O-Matic.
Está disponible sólo en los colores Alphine white (blanco invierno) y Cherry red (rojo cereza).

## Usuarios
Jimmy Page, guitarrista y fundador de Led Zeppelin fue el primer usuario de esta característica guitarra.
Andrew Latimer, guitarrista y fundador de Camel utilizó esta guitarra en interpretaciones en vivo.
Slash la repopularizó en la versión de Knocking on Heaven's Door de Guns 'N Roses. Paul Stanley y Ace Frehley de Kiss la utilizaron en el videoclip de Hard Luck Woman, también es usada por Don Felder de los The Eagles en la canción "Hotel California". Richie Sambora en "Wanted dead or Alive" de Bon Jovi, James Hetfield en el vídeo musical de Nothing Else Matters.Thomas Bangalter la utiliza en el video musical de robot rock de Daft Punk. Tom Keifer de Cinderella en la versión en vivo de la canción "Don't Know What You Got (Till It's Gone)", Frank Hannon de la banda Tesla , Alex Lifeson del grupo canadiense Rush y Mike McCready de Pearl Jam, usada por Zakk Wylde cuando presenta en vivo la canción "Mama, I'm Coming Home" con Ozzy Osbourne, y Tom Morello de Rage Against The Machine la utiliza regularmente en la canción cover de Bruce Springsteen "The Ghost of Tom Joad", el propio Les Paul tuvo un modelo de esta guitarra con pequeñas variantes en tone/volume y con un vibrato Bigsby B-7 en la guitarra de 6 cuerdas y próximamente satisabal el inge.
Patricio Sardelli de Airbag (banda argentina) utiliza el instrumento en presentaciones en vivo.

## Jimmy Page
Page empleaba esta guitarra cuando presentaba en vivo la canción "Stairway to Heaven" y también la usó en las canciones "The Song Remains the Same", "Gallows Pole" y "The Rain Song" como se puede notar en el DVD en vivo de la banda en el Madison Square Garden. Nunca llegó a utilizarla en el estudio salvo por la canción "Carouselambra", él solía usar su Les Paul del 59 o su  Telecaster.
En Stairway to Heaven Page comenzaba la canción en el mástil de 6 cuerdas en la siguiente parte de la canción, cambiaba al mástil de 12 cuerdas hasta el solo donde regresaba al mástil de 6 cuerdas para facilitar los bendings, slides y otros estilos que solía usar en sus solos, después del solo terminaba con el mástil de 12 cuerdas.
La EDS-1275 de Page tiene pequeñas diferencias, ya que Gibson con el paso del tiempo suele cambiar los diseños ligeramente.